# روباه تبتی
روباه تبتی (نام علمی: Vulpes ferrilata) نام یک گونه از سرده روباه‌ها است.